# Stanley Finch

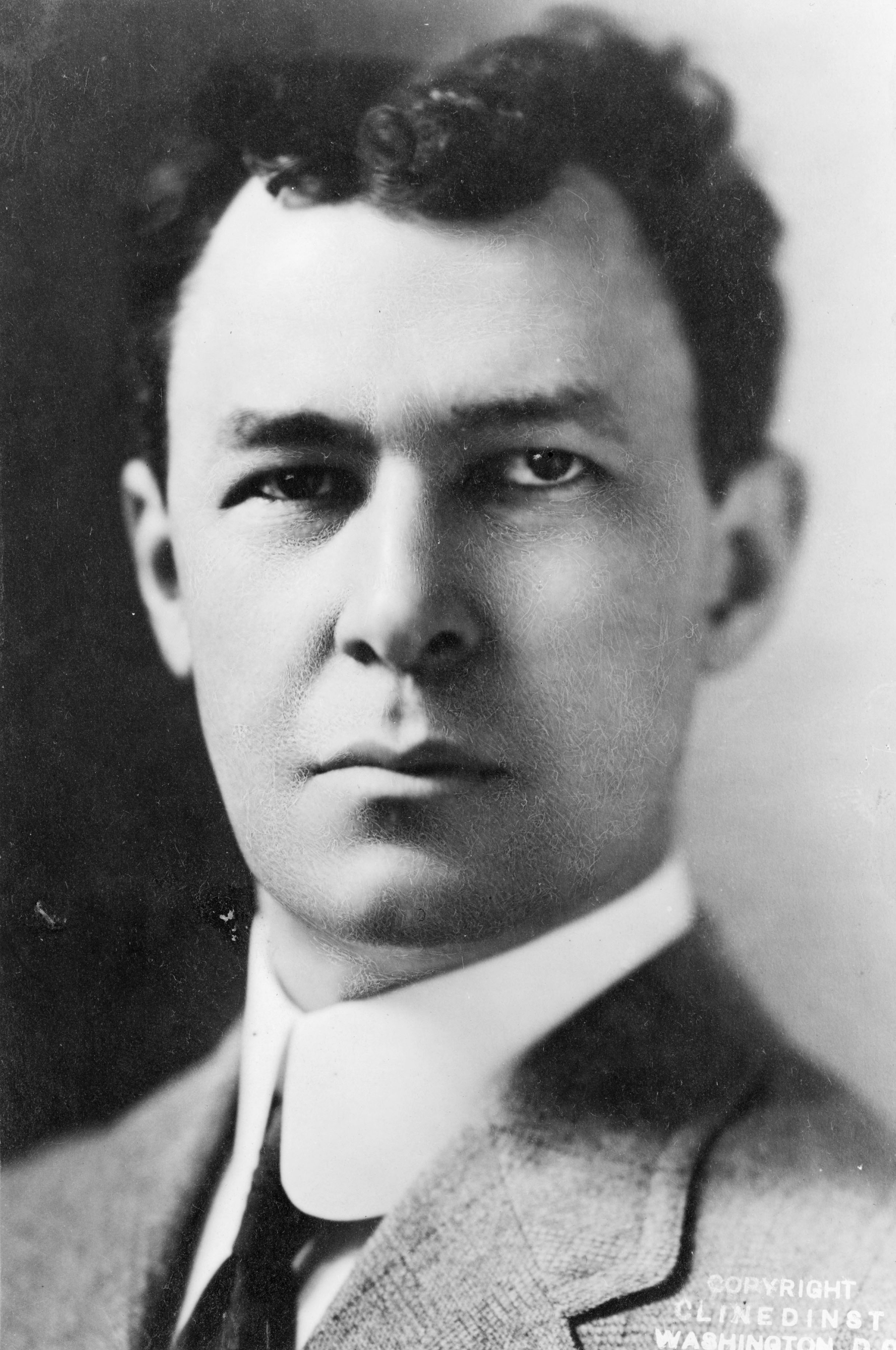
Stanley Finch (1911)

Stanley Finch (* 20. Juli 1872 in Monticello, Sullivan County, New York; † 1951) war ein US-amerikanischer Regierungsbeamter. Finch wurde der erste Direktor des neu gegründeten Bureau of Investigation (BOI), aus dem später das Federal Bureau of Investigation (FBI) hervorging. Finch leitete das BOI von 1908 bis 1912. 

## Leben
Finch studierte unter anderem an der Baker University in Baldwin City und der Corcoran Scientific School in Washington, D.C. 1893 nahm er eine Stelle im Justizministerium der Vereinigten Staaten an. Während seiner Tätigkeit im Justizministerium erlangte Finch zunächst den Bachelor of Laws im Jahr 1908, im Jahr darauf wurde er zum Master of Laws graduiert; beide Abschlüsse erfolgten an der Law School der George Washington University. Die Anwaltszulassung der District of Columbia Bar erfolgte im Jahr 1911. Von 1908 bis 1912 war Finch der Direktor der neugegründeten Ermittlungsbehörde „Bureau of Investigation“. 1913 wurde Finch Special Assistant des US-Justizministers. Bis zu seinem Ausscheiden aus dem Berufsleben im Jahr 1940 arbeitete Finch sowohl in der Privatwirtschaft als auch weiterhin für das Justizministerium.